# جون ديفيز (مؤرخ)
جون ديفيز (بالإنجليزية: John Davies)‏ هو مؤرخ وكاتب بريطاني، ولد في 25 أبريل 1938 في Treorchy ‏ في المملكة المتحدة، وتوفي في 16 فبراير 2015 في كارديف في المملكة المتحدة.